# У тіні кипариса
«У тіні кипариса» (англ. In the Shadow of the Cypress) — іранський анімаційний короткометражний фільм режисерів та сімейного дуету Хосейна Молаемі та Ширін Сохані за їхнім же сценарієм.
3 березня 2025 року фільм став володарем премії «Оскар» у категорії «Найкращий анімаційний короткометражний фільм».

## Сюжет
Колишній морський капітан, який страждає від посттравматичного стресового розладу, живе зі своєю дочкою в будинку біля моря, де вони ведуть відокремлене і суворе життя. Незважаючи на сильне бажання капітана бути люблячим батьком, він не може налагодити стосунки з дочкою так, як хочеться. Одного ранку їхнє життя назавжди змінюється, коли відбувається непередбачена подія. На берег несподівано викидає величезного кита. Чи стане це новим джерелом надії або додатковим тягарем, їм двом доведеться це з'ясувати.

## Сприйняття
Автор Animation Magazine Рамін Захед відзначив фільм як зворушливу історію, присвячену ветеранам ірано-іракської війни. Алан Нг з Film Threat характеризував фільм як «прекрасно анімованою казкою з простими формами, плавними рухами та заворожуючим саундтреком». Критик гідно оцінив те, що фільм підійде всім віковим категоріям, а також правдивість демонстрації ПТСР.

## Нагороди та номінації
- 2023 — Венеціанський кінофестиваль — «Найкращий короткометражний фільм» — номінація[6].
- 2024 — Кінофестиваль Трайбека — «Найкращий анімаційний короткометражний фільм» — перемога[7].
- 2024 — Animayo International Film Festival — «Приз журі за найкращий міжнародний фільм» — перемога[8].
- 2024 — Лос-Анджелеський фестиваль короткометражних фільмів — «Краща анімація» — перемога[9].
- 2024 — Міжнародний кінофестиваль в Лебу — «Найкращий короткометражний фільм (міжнародна анімація)» — перемога[10].
- 2024 — Кінофестиваль у Жироні — «Найкраща романтична історія» — перемога.
- 2025 — «Оскар» — «Найкращий анімаційний короткометражний фільм» — перемога[2].